# قیفک کالیفرنیایی
قیفک کالیفرنیایی (نام علمی: Californiconus californicus) نام یک گونه از سرده قیفک‌های کالیفرنیایی است.